# Пухов (Словакия)
Пу́хов (словац. Púchov, нем. Puchau, венг. Puhó) — промышленный город в северо-западной Словакии на реке Ваг, расположенный между горными массивами Белые Карпаты и Сулёвске Врхи. Население — около 18 тыс. человек.

## Символика города

### Герб
На гербе на синем фоне изображена святая Маргарита в ореоле, возвышающаяся над драконом. В руках святая держит золотую оливковую ветвь и золотой меч.

### Флаг
Флаг города имеет соотношение сторон 2 : 3 и оканчивается ласточкиным хвостом (треугольным вырезом). Цвета флага соответствуют цветам городского герба: (золотой) жёлтый, (серебряный) белый, синий.
Флаг зарегистрирован в Геральдическом реестре Словацкой Республики, том III, страница 136, Министерство Внутренних Дел Словацкой Республики и Матица Словацкая (культурно-просветительская словацккая организация), 2003 год.

## История
Пухов был впервые упомянут в 1243 году в письме короля Белы IV. В средние века город был славен своими ткачами. В начале XX века здесь появляются новые заводы — «Макита» и «Матадор», которые и сейчас являются доминирующими в городе.

## Население
| Год:                | 1994   | 2004    | 2014    | 2024    |
| ------------------- | ------ | ------- | ------- | ------- |
| Количество человек: | 18 913 | 18 675  | 18 036  | 16 781  |
| Разница:            |        | −1,25 % | −3,42 % | −6,95 % |

## Достопримечательности
- Приходской костёл
- Пуховский археологический музей — музей пуховской археологической культуры.[3][4]

## Города-побратимы
- Омск, Россия
- Глинско, Чехия
- Бобруйск, Белоруссия